# Печ, Саму
Саму Печ (венг. Pecz Samu); 1 марта 1854, Пешт, Австрийская империя — 1 сентября 1922, Будапешт) — венгерский архитектор, педагог, профессор искусств.

## Биография
Образование получил в университетах Венгрии и за рубежом (в Штутгарте и в Венской академии изящных искусств). Ученик Теофила фон Хансена.
После возвращения в Будапешт работал совместно с Фридьешем Шулеком над реконструкцией церкви Святого Матьяша в Будапеште.
В это время познакомился с готической архитектурой, в первую очередь, с церковным дизайном.
Позже С. Печ работал в Будапештском техническом университете под руководством Фридьеша Шулека и Имре Штейндля. С 1887 года читал лекции в университете. В возрасте 34 лет стал деканом строительного факультета, которым руководил до самой смерти.
Автор проектов многих зданий в традициях венгерского историзма, часто для получения богатого внешнего эффекта использовал керамическую плитку Жолнаи .

### Избранные публикации
- A görög kőszerkezetek ismertetése (Bp., 1886)
- Az ókeresztény templom-építészet fejlődése (Bp., 1886)
- A protestáns templomok építéséről (Bp., 1888)

Похоронен на кладбище Керепеши.
- Центральный рынок (Будапешт)
- Первая Унитарная церковь, Будапешт
- Дворец в Клуж-Напока
- Реформатская церковь, Будапешт
- Реформатская церковь, Дебрецен
- Здание Центральной библиотеки